# Iberduero
Iberduero (IBEX 35: IBE) war ein spanisches Unternehmen, das sich der Erzeugung und Verteilung elektrischer Energie widmete und 1944 in Bilbao aufgrund der Fusion von Hidroeléctrica Ibérica und Saltos del Duero gegründet wurde.
Das an der Madrider Börse notierte Unternehmen war eines der führenden spanischen Unternehmen im Elektrizitätssektor und fusionierte 1992 im Rahmen eines Übernahmeangebots mit Spanish Hydroelectric zu Iberdrola, einem der fünf wichtigsten globalen Unternehmen des Sektors.
Das thermoelektrische Programm von Iberduero begann in den 1960er Jahren. 1965 errichtet IBE das Wärmekraftwerk Burceña in Barakaldo, 1968 das Wärmekraftwerk Pasajes und 1969 das Wärmekraftwerk Santurce ein.
1970 produziert Iberduero rund 20 % des in Spanien verbrauchten Stroms. Die erzeugte Energie wurde mit den Überlandleitungen Esla-Valladolid-Madrid und Esla-Valladolid-Bilbao nach Madrid und Bizkaia geleitet.
Das Aktienkapital von Iberduero betrug zum Zeitpunkt des Zusammenschlusses 530 Millionen Peseten.